# 克勞德 (愛荷華州)
克勞德（英語：Cloud）是位於美國愛荷華州馬里昂縣的一個非建制地區。該地的面積和人口皆未知。

## 地理
克勞德所處的海拔為高於海平面285米（即935英呎），而該地所採用的時區為UTC-6，即北美中部時區（CST）。同時該地設有夏令時間，為UTC-6調快一小時，即UTC-5（CDT）。